# 団 (軍事)
団（だん）とは、軍隊における編制の一つ。軍種により規模・編制などは様々である。

## 陸上自衛隊

団長旗、1995年以降に授与されている団長旗で、部隊長が将補の隊長旗としても授与されている。

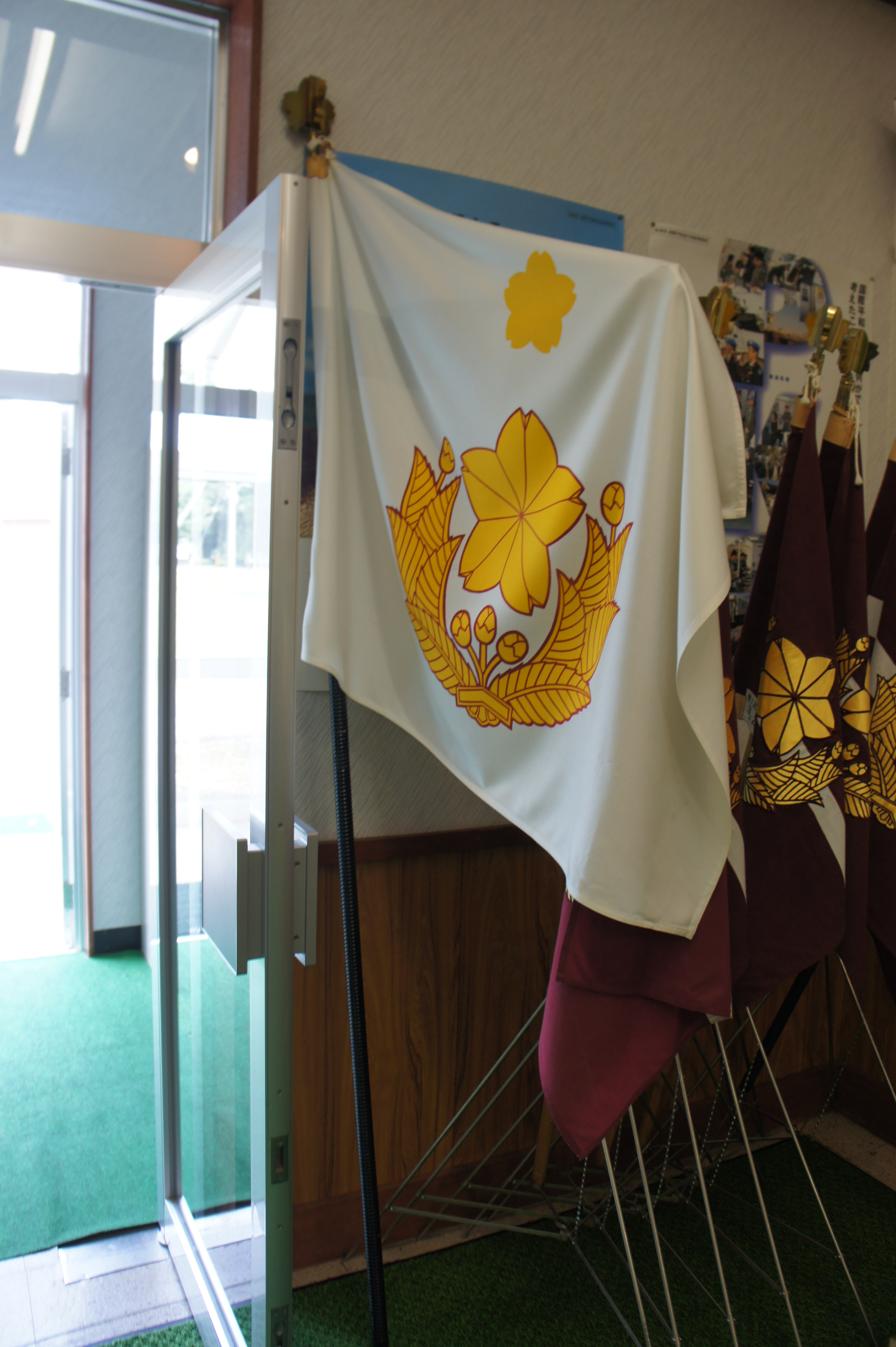
1995年頃まで使用されていた団長旗、1佐指定職たる教育団を含めた全ての団本部に対して授与されていた。

陸上自衛隊では方面隊、師団・旅団に次ぐ規模の編成である。英称は旅団と同じくBrigade。
通常、2個以上の連隊およびこれに準ずる群・隊から構成されている。指揮官である団長は陸将補（二）または1等陸佐（一）が充てられる。また、団長を補佐し、団本部内の事務を整理する役職として高級幕僚がおかれ（師団、旅団司令部の幕僚長に相当）、1等陸佐（三）または2等陸佐が充てられる。基本的に方面総監直轄もしくは陸上総隊直轄部隊として運用されている。
例外として、1個普通科連隊または第2師団・第7師団の戦車連隊が同師団などの隷下部隊（施設大隊・通信大隊など）を指揮下に加えることで「戦闘団」を編成する場合がある。（詳細は「戦闘団#陸上自衛隊のケース」を参照のこと）。
陸上総隊隷下の団
- 水陸機動団：3個水陸機動連隊、1個戦闘上陸大隊、1個特科大隊、通信中隊、偵察中隊、施設中隊、教育隊、後方支援大隊で編成
- 第1空挺団：3個普通科大隊（1個普通科群を改編）、1個特科大隊、施設中隊、通信中隊、教育隊、後方支援隊で編成
- 第1ヘリコプター団：1個輸送ヘリコプター群（4個飛行隊編成）、1個輸送航空隊（3個飛行隊編成）団直轄3個飛行隊、1個ヘリコプター野整備隊で編成
- システム通信団：中央基地システム通信隊、中央野外通信群、通信保全監査隊、システム開発隊、サイバー防護隊（指揮官：1等陸佐（二～三））、団本部付隊、第301映像写真中隊（指揮官：3等陸佐）で編成

方面隊隷下の団
- 特科団：1個特科連隊または1個特科群、2-3個地対艦ミサイル連隊基幹で編成
- 高射特科団：2個高射特科群、1個無人標的機隊基幹で編成
- 施設団：2-3個施設群（指揮官は1等陸佐（二～三）や団直轄中隊（指揮官は2等陸佐～1等陸尉））で編成
- 方面混成団（団長：1等陸佐（一））：教育部隊に即応予備自衛官を主体とする1-2個普通科連隊（コア部隊）を編合したもの。
  1. 普通科連隊（指揮官：1等陸佐（二）[注 5]または（三））
  2. 陸曹教育隊（指揮官：1等陸佐（三）または2等陸佐）
  3. 教育大隊（指揮官：2等陸佐）
  4. 女性自衛官教育隊（指揮官：1等陸佐（三））※東部方面混成団のみ
  5. 陸上自衛隊冬季戦技教育隊（指揮官：1等陸佐（三）または2等陸佐）※北部方面混成団のみ

機関隷下の団
- 開発実験団 - 陸上自衛隊教育訓練研究本部隷下、陸上装備品の開発および実用試験を担任
- 富士教導団 - 陸上自衛隊富士学校隷下、富士学校入校学生に対する教育支援および富士総合火力演習を担任

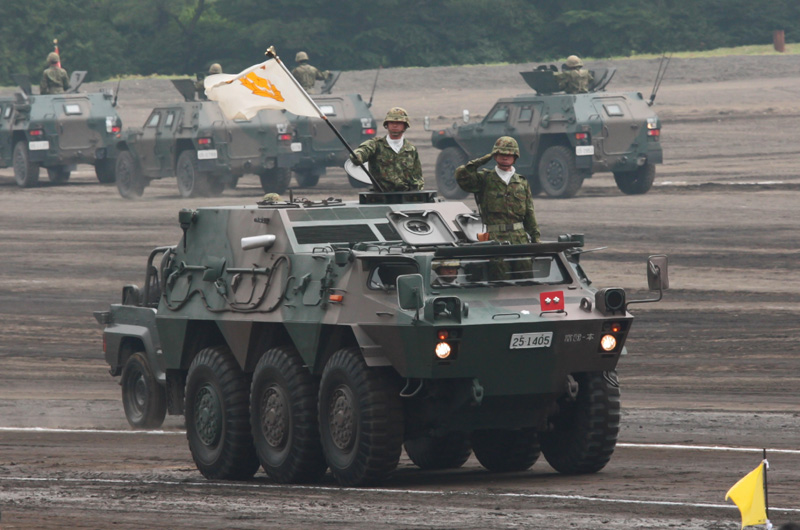
富士教導団長および団長旗
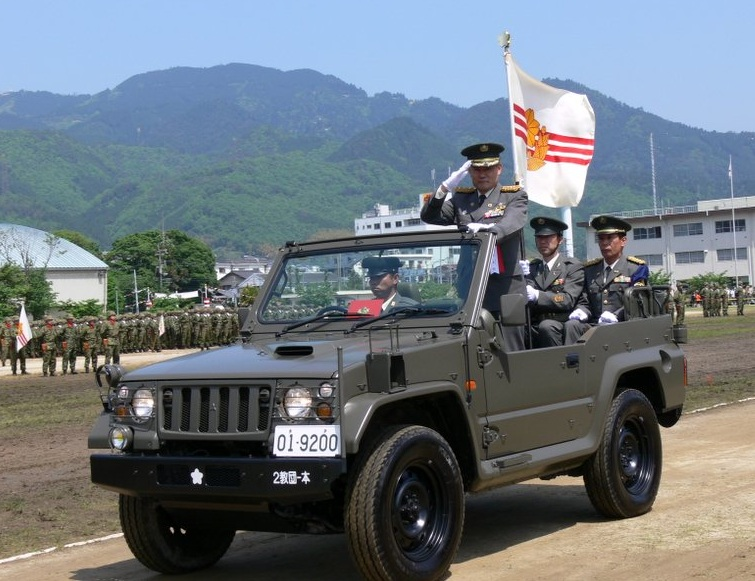
1995年以降教育団・方面混成団といった1佐が指揮官の団には群旗が団旗[注 6]として授与されている。